# Viti Levu
Viti Levu är Fijis största ö med en area på 10 388 km². Ön är den sjätte största i Oceanien, efter Tasmanien, Nordön, Sydön, Hawaiiön och Nya Kaledonien. Huvudstaden Suva ligger på ön.

## Geografi
Geologer tror att Viti Levu har legat under vatten flera gånger, och har varit täckt av lava och andra vulkaniska material. Jordbävningar och vulkanutbrott är orsaken till öns sträva terräng, och ön delas upp i två ungefär lika stora delar av en bergskedja som går från nord till syd. Östra sidan av ön utsätts för mycket nederbörd, medan den västra sidan är mycket torrare. På grund av detta odlas sockerrör i väst, och en mejeriindustri är under uppbyggnad i öst. Fijis största boskapsranch, med 7 000 djur på 70 kvadratkilometer, ligger i Yaqara, mellan Tavua och Rakiraki.
Mellersta delen av ön är skogstäckt och inkluderar Fijis högsta berg, Tomanivi, som är 1 324 meter högt

## Historia
Viti Levu tros ha varit bebott längre än den norra ön Vanua Levu. Enligt hörsägen anlände de första melanesiska bosättarna vid Vuda Point och grundade Viseisei, som tros vara Fijis äldsta bosättning.